# 아누치나섬

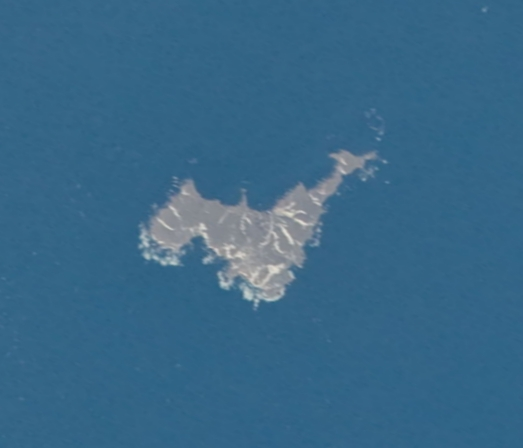

아누치나섬(러시아어: Анучина) 또는 아키유리섬(일본어: 秋勇留島 아키유리토[*])은 쿠릴 열도의 하보마이 군도에 있는 작은 섬이다. 면적은 약 2.7 제곱킬로미터이고, 러시아의 점령·실효 지배하에 있으나, 일본이 영유권을 주장하고 있다.

## 같이 보기
- 쿠릴 열도 분쟁